# Pentacle invertit

El pentacle invertit és símbol del satanisme i la màgia negra.

El Pentacle invertit ha estat associat des de fa molt temps amb el misteri i la màgia. Aquest símbol sens dubte és el més reconegut per tots els seguidors de la tradició pagana i és tan antic que el seu origen precís es desconeix. Ha estat utilitzat des d'èpoques remotes com a talismà de protecció, però la seva utilització massiva i de fet, la seva imatge més popular, es vinculen al satanisme.
El primer disseny del pentacle invertit vinculat a les pràctiques satàniques, procedeix del llibre La Clef de la Magie Noire (1897), de Stainslas de Guaita. El pentacle invertit representaria la creença pagana de que la natura és superior a l'home: ja que un pentacle amb la punta cap a amunt, parla de la supremacia de l'home sobre els quatre elements naturals: terra, aigua, foc i aire. En aquesta heretgia pagana, el pentacle invertit va esdevenir part del col·lectiu imaginari medieval sobre els dimonis i va formar part del folklore satànic. El pentacle invertit forma un cap de boc, que no és un altre que el Déu mític Pan de la mitologia grega; aquest Déu representa els desitjos carnals masculins i és un Déu de la promiscuïtat. En l'edat mitjana el Déu pagà Pan es va fusionar amb el dimoni cristià. Aquest símbol es anomenat segell de Bafomet.
Quan el satanista Anton LaVey va fundar l'Església de Satan, va fer servir aquest símbol en sentit invertit, el que ha estat usat per segles per a dur a terme la màgia negra: el pentacle invertit, amb el vèrtex cap avall i representant-lo sobre un cap de boc.
El Bafomet, el símbol de l'Església de Satan, consta de tres elements: l'estel pentagonal (pentacle) invertit, els símbols col·locats al costat de cadascuna de les puntes i el rostre d'un boc.
En el pentacle invertit, segons la interpretació satànica, les tres puntes inferiors representen la negació de la Santíssima Trinitat dels teòlegs cristians i les dues puntes superiors representen l'afirmació de les paritats o contrastos que realment equilibren i dirigeixen l'Univers i la vida, com per exemple: la Creació i la destrucció, el positiu i el negatiu, el masculí i el femení, l'acció i reacció, la vida i la mort, l'actiu i el passiu, etc. En definitiva, representa la supremacia del desig carnal i físic per sobre de l'espiritualitat.
En un pentacle invertit es pot inserir la figura del cap del boc: les dues puntes superiors són les banyes, les puntes laterals són les orelles i la punta inferior és la barba, signe conegut comunament com el signe del diable per invocar els mals esperits.

## Relació amb el mal
El pentacle, sent una simple figura geomètrica, no representaria al mal en si mateix, sinó simplement el poder de la natura per sobre de l'home quan aquest simbol està invertit. El seu simbolisme varia segons la cultura que el fa servir: per als pitagòrics simbolitzava la salut i el coneixement, els gnòstics (veure gnosticisme) el van representar amb gemmes en l'abraxas (símbol màgic i de la totalitat grec).
A vegades, es va utilitzar per simbolitzar a Crist com l'alfa i l'omega o representant les seves cinc nafres. D'aquesta representació com pentagrama en la satànica només hi ha un gest molt clar, la inversió del pentagrama (com la inversió de la creu), per convertir-lo en un símbol satànic, i a partir d'aquesta imatge, totes les altres representacions simbòliques del satanisme abans esmentades.
El número del pentacle o la representació gràfica del número cinc; és la suma dels elements femení (2) i masculí (3), és símbol d'unió i síntesi, és el nombre dels dits d'una extremitat i dels nostres sentits, per exemple. Però sempre en la seva versió original, no invertida.
Pels corrents esotèrics com la màgia wicca, el pentagrama es compon de cinc puntes envoltades d'un cercle. Les cinc puntes representen als cinc elements: la Terra, l'Aire, el Foc, l'Aigua i l'Esperit.
En fixar-se detingudament en la forma de l'estel, pren la forma d'un ésser humà. La punta de dalt és el cap, les puntes que estan en els costats són els braços i les dues puntes de baix són les cames.
El cercle representa l'harmonia creada entre els cinc elements i l'ésser humà, tancada en un camp de poder.
Pels cristians, el pentacle representava la supremacia de l'ésser humà (punta de dalt) sobre els quatre elements (quatre puntes de baix).
El pentacle invertit, representava per a alguns pagans la supremacia dels elements sobre l'ésser humà, quelcom contrari a les idees cristianes, per això aquest simbol va ser condemnat i d'aquí va néixer la idea d'associar-lo amb el satanisme.

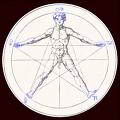

Altres interpretacions, com la de Leonardo da Vinci veuen en ell a l'home de Vitruvi, fan referència al fet que el pentacle sencer representa a l'ésser humà; la punta superior és el cap i les quatre inferiors el cos.
Així mateix dibuixa a l'home com a mesura de totes les coses. Quan el pentacle està inscrit en un cercle uneix tots els aspectes de l'home. Uneix el cos amb la ment, l'espiritual amb el profà. Ens recorda que necessitem tots els nostres aspectes per satisfer les nostres vides com a éssers humans. Ens recorda també que tot és un cicle, que no experimentarem alegria sense dolor, però el dolor ens portarà una altra vegada a l'alegria. La punta cap amunt en el pentacle representa la supremacia de l'esperit sobre el cos i el poder que aquest té sobre el nostre cos.
El pentacle també representa la divinitat femenina de totes les coses, un concepte religiós que alguns historiadors de la religió anomenen la divinitat femenina o la Venus divina.
En la seva interpretació més estricta, el pentacle representa a Venus, la deessa romana de l'amor i la bellesa. Les religions de la prehistòria es basaven en l'ordre diví de la natura. La natura com a mare es representava en la figura femenina, en l'úter femení i en la representació de grans Venus fèrtils que es poden trobar en les pintures rupestres de tots els llocs amb aquest tipus d'art.